# متحف جامعة ولاية أريزونا للفنون

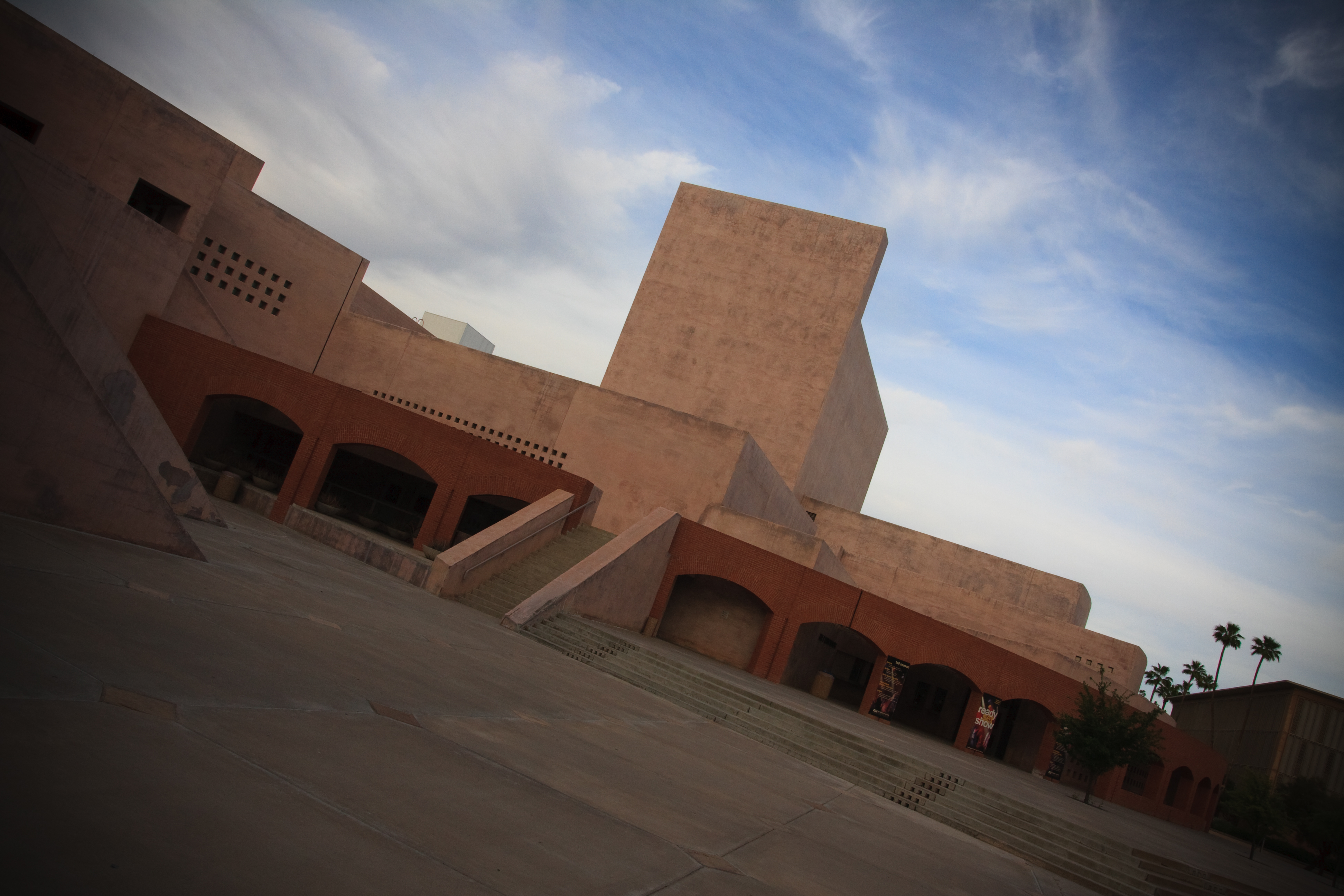
متحف الفنون بجامعة ولاية أريزونا.

متحف الفنون بجامعة ولاية أريزونا أو متحف جامعة ولاية أريزونا للفنون هو متحف فني تديره جامعة ولاية أريزونا، ويقع في حرمها الرئيسي في تيمبي، أريزونا. يحتوي متحف الفن على حوالي 12000 قطعة في مجموعته الدائمة ويصف تركيزه الأساسي على أنه الفن المعاصر، بما في ذلك الوسائط الجديدة و «طرق العرض المبتكرة»، الحرف اليدوية، مع التركيز على السيراميك الأمريكي، المطبوعات التاريخية والمعاصرة، وهو مركزٌ فنّي من ولاية أريزونا وجنوب غرب الولايات المتحدة، مع التركيز على الفنانين اللاتينيين، وفن الأمريكتين، مع قطع أمريكية تاريخية وأعمال أمريكية لاتينية حديثة ومعاصرة.
تم إنشاء المجموعة الفنية في عام 1950. المدير الحالي لمتحف الفن هو ميكي جارسيا. يقدم مدير المتحف تقاريره إلى عميد معهد آي سي يو هيربرغر للتصميم والفنون، ويتم تمثيل أعضاء المجتمع من خلال مجلس التأثير الإبداعي بالمتحف. يقع المتحف في مبنيين. مساحة المعرض الرئيسية هي مركز نيلسون للفنون الجميلة، الذي صممه المهندس المعماري أنطوان بريدوك. منشأة المتحف الثانية، مركز أبحاث السيراميك يقع في الشمال، في شارع 7 وشارع ميل في مبنى بريكيارد الهندسي. القبول في المتحف مجاني. وقوف السيارات في المتحف الرئيسي مجاني إذا كنت تستخدم الأماكن المحجوزة مباشرة أمام المتحف. وقوف السيارات في موقع بريكيارد هو بعدادات.

## التاريخ والمرافق
في عام 1950، قدم المحامي البارز في فينيكس أوليفر بي جيمس هدية من 16 لوحة زيتية لفنانين أمريكيين إلى جامعة ولاية أريزونا. على مدار خمس سنوات، تبرع جيمس بأكثر من 149 عملاً للعديد من الفنانين الأمريكيين والمكسيكيين والأوروبيين إلى المتحف. تم تضمين المجموعة في الأصل بين الأكوام في أول مبنى مكتبة بالجامعة، مكتبة ماثيوز. تم تشييد المبنى النيوكلاسيكي في عام 1930 وتم إعادة تشكيله عام 1951. تم توسيع المكتبة في عام 1955، ولكن في عام 1966، مع زيادة مساحة المكتبة عن مجموعة الجامعة، تم إغلاق مكتبة ماثيوز و16 ميل (26 كـم) من الكتب تم نقلها إلى مكتبة تشارلز ترامبول هايدن، التي اكتملت في العام السابق ولا تزال المكتبة الرئيسية للجامعة اليوم.
بقيت المجموعة الفنية في مبنى مكتبة ماثيوز، والتي أعيدت تسميتها بمركز ماثيوز. ساهمت المساهمات من المانحين في توسيع مجموعات المتحف، وخاصة المطبوعات والحرف الأمريكية. في عام 1977، حصل المتحف على منحة الهبة الوطنية للفنون المطابقة لشراء الخزف الأمريكي المعاصر. بحلول عام 1978، احتل المتحف الطابق الثاني بأكمله من مركز ماثيوز بحوالي 10,000 قدم مربع (930 م2) من مساحة العرض. في أبريل 1989، انتقل متحف الفنون ASU إلى مركز نيلسون للفنون الجميلة الذي تم الانتهاء منه حديثًا، والذي صممه المهندس المعماري أنطوان بريدوك، حيث لا يزال المتحف قائمًا حتى اليوم. تبلغ مساحة مركز نيلسون 49,700 قدم مربع (4,620 م2) وتضم خمسة صالات عرض بالإضافة إلى مكاتب إدارية ومناطق تخزين وتجهيز. بعد وقت قصير من انتقال متحف الفنون إلى منشأته الجديدة، تضاعف حجم طاقمه، وأضيف أمينًا للتعليم، ومديرًا لمجموعة المطبوعات والعديد من العاملين الإداريين والأمنيين إلى الموظفين.
في عام 1992، أصبحت مارلين أ. زيتلين مديرة المتحف. تمت الإشادة بزيتلين لتوسيع مجموعات المتحف ثمانية أضعاف خلال فترة عملها. في عهد زيتلين، تم اختيار المتحف لرعاية عرض فنان الفيديو بيل فيولا في جناح الولايات المتحدة في بينالي البندقية في عام 1995. ومع ذلك، فقد واجه المتحف جدلاً عندما كشفت صحيفة أريزونا ريبابليك أن تدقيقًا جامعيًا في أوائل عام 2007 أظهر أن المتحف قد تلقى 450 ألف دولار على مدار سبع سنوات من المانح البارز ستيفان يانسن، أحد أكبر المتبرعين بالمتحف، ورتب معه لشراء أعمال فنية من يانسن. شركة. تم العثور على الترتيب غير قانوني ولكن تم إيقافه. تنحى زيتلين عن منصبه في نهاية العام في عام 2007 بعد 15 عامًا من العمل كمدير. كان هناك «اتفاق بالإجماع على ازدهار متحف جامعة ولاية أريزونا للفنون» خلال فترة زيتلين.
في مارس 2002، افتتح مركز أبحاث الخزف في مركز تيمبي شمال مركز نيلسون. تم تصميم المركز من قبل شركة جابُور لورانت أرشيتكتس إنكوايرر (بالإنجليزية: Gabor Lorant Architects، Inc)‏. ويضم 7,500 قدم مربع (700 م2) مع اثنين من صالات العرض وأكوام التخزين المفتوحة ومكتبة البحوث. تشمل المرافق الإضافية في مبنيين المكتبة غرفة محاضرات وغرفة دراسة مطبوعة و «نيمفيوم» (فناء).

## المجموعات
تشمل أعمال الفن المعاصر التي يحتفظ بها المتحف أعمال هونغ ليو وكاريل أبيل وديريك بوشير وديبورا باترفيلد وسو كو ودان كولينز وفيرنون فيشر وجون هادوك وويليام كنتريدج ولين إم راندولف وفرانسيس وايتهيد وويليام تي. وايلي.
ينصب تركيز مقتنيات الفن في أمريكا اللاتينية في متحف آي سي يو للفنون على الفن المكسيكي من القرن العشرين، والخزف المكسيكي والفنون الشعبية. والفن الكوبي المعاصر. تم التبرع بجوهر مجموعة أمريكا اللاتينية للمتحف في عام 1950 ويتضمن أعمال ديفيد ألفارو سيكيروس ودييجو ريفيرا وروفينو تامايو. من مقتنيات لاحقة من القطع الفنية لفنانين مكسيكيين أعمال كارلوس ميريدا وليونيل جونجورا ورافائيل وبيدرو كورونيل، خوسيه غوادالوبي بوسادا، وليوبولدو مينديز، وأعضاء آخرين في تالر دي غرافيكا بوبولار، والفنانين المعاصرين مثل أليخاندرو كولونجا ولوسيو مونياين ونستور كوينونيس. وتشمل أعمال الفنانين الكوبيين في جمع المتحف أعمال ياميلز بريتو، بيدرو ألفاريز، تونيل (أنطونيو فرنانديز)، أوزفالدو يرو، هابيل باروسو، رينيه فرانسيسكو، جاكلين بريتو، فرناندو رودريغيز، خوسيه تويراك، وكشو. حصل المتحف أيضًا على قطع للفنانين البرازيليين تياجو كارنيرو دا كونا وإفرين ألميدا وأوسكار أويوا.
تضم الأعمال الأمريكية واحدة من أصغر مجموعات متحف آي سي يو للفنون. بدأت مقتنيات جامعة ولاية أريزونا للفن الأمريكي بمساهمات المتحف الأصلية من أوليفر بي جيمس. تشمل الأعمال السابقة في المجموعة الرسامين الأمريكيين الأوائل ليمونر، في حين أن أحدث الأعمال من الحداثيين في القرن العشرين، بما في ذلك تشارلز ديموث وياسو كونيوشي وستيوارت ديفيس. من بين المقتنيات في المجموعة الأمريكية العديد من لوحات المناظر الطبيعية الرومانسية من القرن التاسع عشر من القرن التاسع عشر، وأعمال مدرسة آش كان، والصور، بما في ذلك جيلبرت ستيوارت السيدة ستيفن بيبودي (1809). المتحف يحمل جمجمة حصان جورجيا أوكيف على الأزرق (1930)، وهو تصوير لجمجمة مبيضة بالشمس وهي الأولى في سلسلة من لوحات الجمجمة التي أنشأتها أوكيف بعد عظام وجدت في الصحراء حول مزرعتها. الخلفية الزرقاء للوحة هي إشارة إلى سماء نيو مكسيكو واللوحة هي في تقليد تذكار موري للأحياء الثابتة. يضم المتحف أيضًا منزل إدوارد هوبر بالطريق (1942)؛ وألبرت بينكهام رايدر القناة (1915).
تتضمن المجموعات المطبوعة في متحف الفنون بجامعة ولاية أريزونا حوالي 5000 مطبوعة محفوظة في غرفة دراسة يوليوس هيلر برينت روم. تركز مجموعة مطبوعات المتحف على التعامل مع القضايا الاجتماعية والسياسية. تشمل الأعمال قطع ويليام هوغارث، أونوريه دومير، فرانسيسكو غويا، خوسيه غوادالوبي بوسادا، ليوبولدو مينديز، وفرانسيسك توريس. تضم المجموعة حوالي 50 مطبوعة وعمل ورقي لفنانين كوبيين معاصرين و 123 مطبوعة حجرية ورسمة نقش لسو كو. تتضمن المجموعة المطبوعة أيضًا أمثلة على أوكييو-إي اليابانية.
تضم مجموعة الخزف بالمتحف حوالي 3500 قطعة، نصفها معروض في أي وقت في مركز أبحاث السيراميك. تشمل الأعمال قطعًا لبيتر فاندنبيرج، ومارلين ليفين، وريتشارد شو، ولانير ميدرز، وكلايتون بيلي، وتانيا باتورا، وتيب تولاند، وهنري فارنوم بور، وفيولا فراي، وروبرت أرنيسون، وجاك إيرل، ومايكل لوسيرو، وستيفن دي ستيبلر، ودارين هالويل، وروبرت ديفيد برادي، نورا نارانجو مورس، بيث كافينر ستيتشر، بيتر فولكوس، روبرت تورنر، كينيث فيرجسون، دون ريتز، ديفيد شانر، ماريا بوفيكا مارتينيز وسانتانا، فاني نامبيو، ريك ديلينجهام، واين هيغبي، إيدي دومينغيز، وارين ماكنزي، كارين كارنز، تيد راندال، فال كوشينغ، ويليام دالي، جون ماسون، جون كانيكو، توشيكو تاكيزو، ريتشارد ديفور، إدوين شير، جون جيل، ليس لورانس، كريس ستالي، آن هيرونديل، بيتر شاير، مايكل كورني، ريتشارد تي نوتكين، أدريان ساكس، رالف باسيرا ومايكل جروس وأكيو تاكاموري وديفيد ريجان وجيسون ووكر وجيري روثمان وبياتريس وود وبيتي وودمان وبرنارد ليتش ومايكل كارديو ولوسي ري وهانس كوبر وكانجيرو كاواي وشوجي حمادة.

## رابط خارجي
- الموقع الرسمي